# Wilhelm Bahr
Wilhelm Bahr (Gleschendorf, 25 aprile 1907 – Hameln, 8 ottobre 1946) è stato un militare tedesco, SS-Unterscharführer e ufficiale medico delle SS nel campo di concentramento di Neuengamme e nel campo di concentramento di Vaivara.

## Biografia
Wilhelm Bahr, nacque il 25 aprile 1907 a Gleschendorf, vicino a Eutin, lavorò come bracciante agricolo. Entrò nel Partito Nazista nel 1937 e nelle SS nel 1938.
Dal 1941 Bahr è stato un membro delle SS nel campo di concentramento di Neuengamme, dove è stato assegnato al servizio medico delle SS. Secondo il detenuto del campo di concentramento Fritz Bringmann, dal gennaio 1942 Bahr uccise i detenuti nel campo di Neuengamme con iniezioni di benzina. In precedenza, Bahr aveva incaricato Bringmann di completare le esecuzioni, ma lui rifiutò.
Nel 1942, Bahr e altri 20 membri circa delle SS presero parte a un "corso di acido cianidrico" sull'uso dello Zyklon B a Oranienburg per tre giorni, guidato da Bruno Tesch. Alla fine del settembre 1942, su ordine del medico del campo, Bahr ha proceduto alla gasazione di quasi 200 prigionieri di guerra sovietici, nel campo di Neuengamme, che a loro volta erano stati precedentemente trasferiti da un campo per prigionieri di guerra nella brughiera di Lüneburg. Nell'autunno del 1943, Bahr fu trasferito nel campo di concentramento di Vaivara, dove ha lavorato come ufficiale medico delle SS nel sottocampo di Klooga.
Dopo la fine della guerra, Bahr fu arrestato e imprigionato; testimoniò all'inizio di marzo 1946 nel processo Testa (caso Zyklon B), che ha avuto luogo nell'ambito dei processi di Amburgo. In questo processo ammise di aver preso parte al corso sull'uso dello Zyklon B, e che nel settembre 1942 aveva gasato quasi 200 prigionieri di guerra sovietici nel campo di Neuengamme.
In seguito, Bahr fu incriminato nel processo principale di Neuengamme con altre tredici SS del campo. Bahr, che durante il processo ammise di aver gasato i prigionieri di guerra sovietici, fu condannato a morte per impiccagione il 3 maggio 1946 e giustiziato nell'ottobre 1946 nel penitenziario di Hameln.